# マルコ・ペッツァイオリ
マルコ・ペッツァイオリ（Marco Pezzaiuoli、1968年11月16日 - ）は、ドイツバーデン＝ヴュルテンベルク州マンハイム出身のサッカー指導者・元選手。

## 経歴

### 選手時代
フェアバンツリーガ・バーデン（バーデン＝ヴュルテンベルク州の地域リーグ、ブンデスリーガ5部にあたる）のSV98シュヴェッツィンゲンでプレーするも怪我のため1991年に23歳で引退。最終所属クラブはVfRマンハイム。

### 指導者時代

#### カールスルーエSC
1991年からカールスルーエSCでユースコーチに就任。1999-00シーズンにはヨアヒム・レーヴ監督のもとでユースコーディネーターとして働く。戦術コーチを務めていた2002-03シーズン時にロート・ヴァイス・アーレン戦で引き分けたことにより、シュテファン・クンツ監督より暫定的解雇を言い渡されるが直後に監督が退陣。新しく就任したローレンツ=ギュンター・ケストナーによってアシスタントコーチへと格上げされる。だが一連の内部の問題により2003年3月に辞任する。

#### 水原三星
2003年夏にブンデスリーガで活躍していた車範根が新監督に就任した水原三星ブルーウィングスにアシスタントコーチとして就任。車以外のコーチングスタッフにはジョゼ・カルロス・セホーンらが居た。初年度にKリーグ優勝、2006年は準優勝という結果を出す。

#### SVアイントラハト・トリーア
2006年9月にレギオナルリーガのSVアイントラハト・トリーアの監督となるが、就任して4試合目のアイントラハト・バート・クロイツナハ戦で敗北しそのまま解雇される。

#### ユース代表監督
2006 FIFAワールドカップ後にサッカードイツ代表のアシスタントコーチに志願するもハンス＝ディーター・フリックに決まり落選。2007年にU-16ドイツ代表監督に就任。U-17代表監督をしていた2008-09シーズンにUEFA U-17欧州選手権2009で優勝、その成功により翌シーズンはU-18代表監督を務める。

#### TSG1899ホッフェンハイム
2010年7月1日にラルフ・ラングニック監督の下でアシスタントコーチとしてTSG1899ホッフェンハイムへ。2011年1月2日、ラングニックがクラブ首脳陣と衝突し監督を辞任、持ち上がりで指揮を執ることになる。2011年2月4日に2013年までの正式な契約が交わされ監督に就任するが、就任後8試合中1試合しか勝利することができないなど成績が芳しくなく、2010-2011シーズン終了のかなり前に解雇が決定。後任はFCザンクトパウリの監督を務めていたホルガー・スタニスラウスキ。監督交代後はアシスタントコーチとして残留することもなくチームから離れている。

#### セレッソ大阪
2014年6月16日、ランコ・ポポヴィッチの後任としてセレッソ大阪の監督に就任。しかし、チームを立て直すことができずリーグ戦では就任後1勝も挙げることができなかった。9月8日、成績不振によりセレッソ大阪の監督を解任された。

#### 広州恒大
2014年10月20日、広州恒大足球倶楽部U-17監督兼ユースディレクターに就任した。2017年11月30日に同クラブを退団した。

#### ベンガルール
2021年2月12日、3年契約でベンガルールFCの監督に就任した。

## プライベート
イタリア人レストランオーナーの父とオランダ人の母の間に生まれる。妻は韓国人ファッションデザイナーで2人の子供がいる。
ペッツァイオリという苗字はイタリア系でドイツ語圏では読み難く、ニュースや実況などで読み間違えられることが多い。

## 所属
選手時代
- SV98シュヴェッツィンゲン
- VfRマンハイム

指導者時代
- カールスルーエSC ユースコーチ　1991-1999
- カールスルーエSC ユースコーディネーター　1999-2000
- カールスルーエSC アシスタントコーチ　2000-2002
- カールスルーエSC 戦術コーチ　2002
- カールスルーエSC アシスタントコーチ　2002-2003
- 水原三星ブルーウィングス アシスタントコーチ　2003-2006
- U-16ドイツ代表 監督　2007-2008
- U-15ドイツ代表 監督　2008-2009
- U-17ドイツ代表 監督　2008-2009
- U-18ドイツ代表 監督　2009-2010
- TSG1899ホッフェンハイム アシスタントコーチ　2010
- TSG1899ホッフェンハイム 監督　2011
- セレッソ大阪 監督　2014.6-9
- 広州恒大足球倶楽部 U－17監督兼ユースディレクター　2014.10-2017.11
- アイントラハト・フランクフルト テクニカルディレクター　2017-2020
- ベンガルールFC 監督　2021-

## 獲得タイトル
- UEFA U-17欧州選手権2009優勝（2009）